# Парасковія (Старовірівська сільська громада)
Параско́вія — село в Україні, у Старовірівській сільській громаді Берестинського району Харківської області. Населення — 486 осіб. До 2020 року орган місцевого самоврядування — Миколаївська сільська рада.

## Географія
Село Парасковія розташоване на березі річки Берестова (в основному на правому березі), вище за течією примикає до села Миколаївка, нижче за течією примикає до сіл Лозова та Медведівка.

## Історія
12 червня 2020 року, розпорядження Кабінету Міністрів України № 725-р «Про визначення адміністративних центрів та затвердження територій територіальних громад Харківської області», село увійшло до складу Старовірівської сільської громади.
19 липня 2020 року, в результаті адміністративно-територіальної реформи та ліквідації Нововодолазького району, село увійшло до складу новоутвореного Красноградського (Берестинського) району.

## Економіка
- Сільськогосподарське ТОВ «ЗЛАГОДА».

## Об'єкт соціальної сфери
- Середня загальноосвітня школа.

## Пам'ятка архітектури

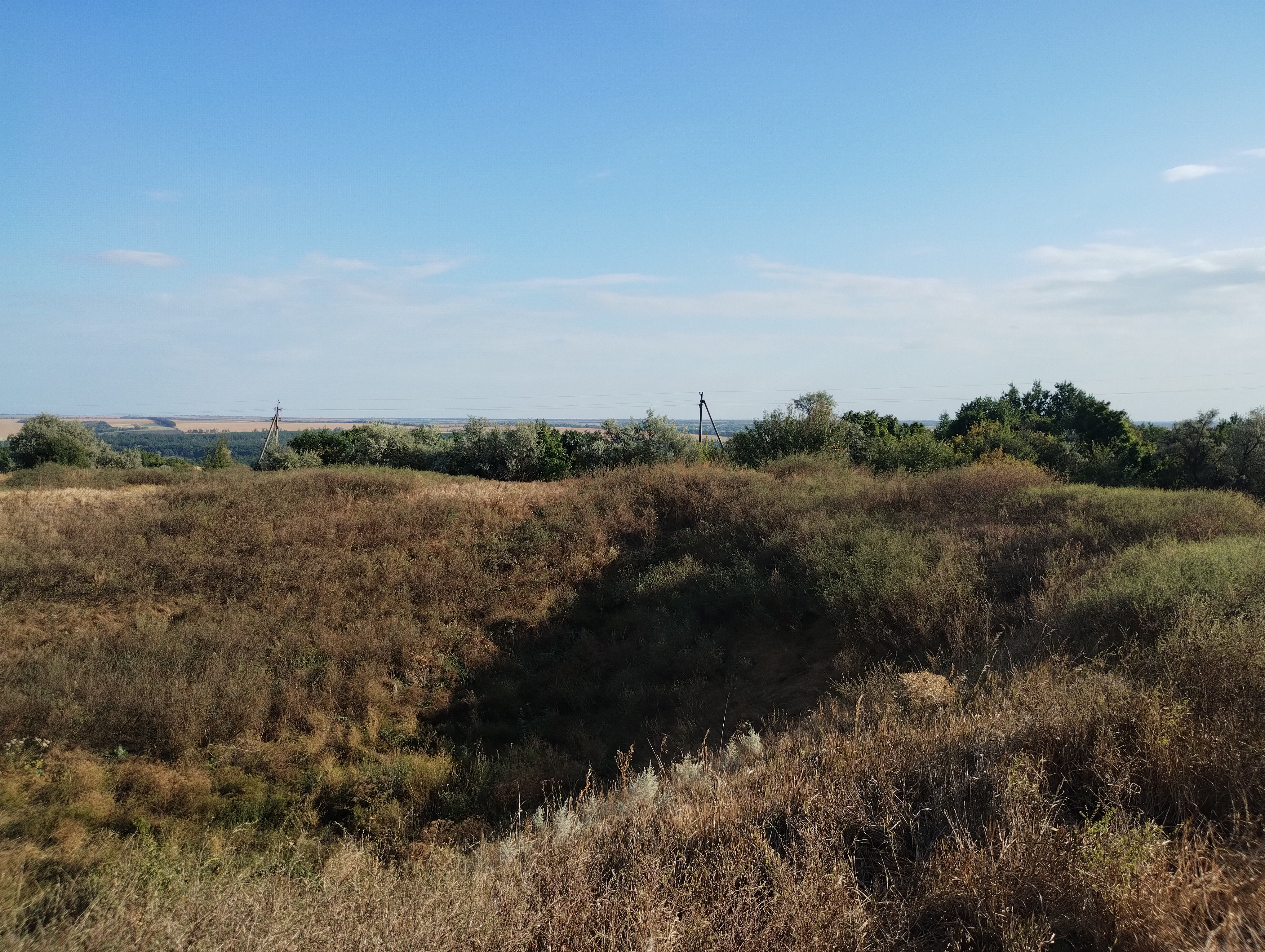
Вид з південного бастіону фортеці на село

Залишки Параскової фортеці (Фортеця святої Параскеви) Української лінії та земляного валу.

## Орнітологічний заказник «Чаплі»
Орнітологічний заказник місцевого значення «Чаплі». Площа 142,2 га. знаходиться біля села Парасковія. На річці Берестова в затоці існує поселення водоплаваючих птиць: журавля сірого, ходуличника; чаплі малої сірої.

## Відома особа
- Роговий Олександр Іванович (1981—2017) — сержант Збройних сил України, учасник російсько-української війни.